# David Silverman
David Silverman (* 15. března 1957 New York) je americký režisér a animátor, který režíroval řadu dílů animovaného televizního seriálu Simpsonovi i jeho filmové zpracování. Silverman se na seriálu podílel od samého počátku, kdy animoval všechny původní skeče Simpsonových, které se vysílaly v pořadu The Tracey Ullman Show. Několik let pak působil jako ředitel animace seriálu. Vytvořil také animaci pro film Hořkých sedmnáct z roku 2016, který produkovala společnost Gracie Films.

## Raný život a kariéra
Silverman se narodil v židovské rodině na Long Islandu v New Yorku, vyrůstal v Silver Spring v Marylandu a dva roky navštěvoval Marylandskou univerzitu v College Parku, kde se věnoval umění. Poté navštěvoval Kalifornskou univerzitu v Los Angeles a vystudoval obor animace.

## Simpsonovi
Silvermanovi je z velké části připisována zásluha na vytvoření většiny „pravidel“ pro kreslení Simpsonových. Často je zván k animaci obtížných nebo obzvláště důležitých scén, přičemž se stal oblíbeným ve 2. řadě, kdy animoval první z mnoha Homerových „výlevů, šíleností a infarktů“. Objevil se během závěrečných titulků dílu Simpsonových Čínskej nášup, kde předváděl rychlou metodu kreslení Barta, a často se nachází v audiokomentářích na DVD Simpsonových. Jeho kreslené ztvárnění je možné vidět v dílu Představují se Itchy, Scratchy a Poochie, kde je animátorem, jenž kreslí Poochieho (spolu se ztvárněním dalších zaměstnanců Simpsonových). Jako Pound Foolish byl uveden jako režisér Slavnostní epizody.
Silverman rovněž režíroval Simpsonovy ve filmu, kteří byli uvedeni do kin 27. července 2007. Původně Simpsonovy opustil, aby spolu s Willem Finnem režíroval dodatečné pasáže filmu Eldorádo pro DreamWorks Animation. Mezi jeho další filmové počiny patří snímek Příšerky s.r.o. pro Walt Disney Pictures a Pixar, na kterém se podílel jako spolurežisér (spolu s Lee Unkrichem). Působí jako konzultant, producent a příležitostný režisér. Pracoval také na animovaných filmech Doba ledová, Roboti a Looney Tunes: Zpět v akci.
V roce 2012 Silverman režíroval krátký film Simpsonovi: Maggie zasahuje s Maggie Simpsonovou v hlavní roli, který byl uveden před filmem Doba ledová 4: Země v pohybu a který byl nominován na Oscara za nejlepší krátký animovaný film. V roce 2020 režíroval rovněž navazující krátký film Maggie Simpsonová v „Rande s osudem“, jenž byl uveden před filmem Frčíme.

### DílySimpsonovýchrežírované Silvermanem
1. řada
- Vánoce u Simpsonových
- Malý génius
- Bart generálem aneb Kdopak by se Nelsona bál
- Ve víru vášně
- Hezkej večer (s Kentem Butterworthem)

2. řada
- Bart propadá
- Zvláštní čarodějnický díl (část Havran)
- Bart kazisvět
- Takoví jsme byli
- Dědovo dědictví
- Krevní msta

3. řada
- Černý vdovec

4. řada
- Homerova koronární operace
- Šáša Krusty je zrušen – Šáša Krusty má padáka

5. řada
- Speciální čarodějnický díl IV – Dům plný hrůzy (jako David „Dry Bones“ Silverman)

6. řada
- Tentokrát o lásce
- Homer klaunem

7. řada
- Babička
- Slavnostní epizoda (jako Pound Foolish)

14. řada
- Speciální čarodějnický díl

16. řada
- Speciální čarodějnický díl (jako The Tell-Tale Silverman)

17. řada
- Speciální čarodějnický díl (jako Godzilla vs. Silverman)

18. řada
- Speciální čarodějnický díl (s Matthewem Faughnanem, jako David Tubatron Silverman)

26. řada
- Hádej, kdo nepřijde na večeři

### DílySimpsonovýchnapsané Silvermanem
29. řada
- Líza a její smutné blues (s Brianem Kelleym)

## Filmografie

### Seriály
| Rok        | Název                  | Režisér  | Scenárista | Producent          | Tvůrce storyboardu | Animátor | Ostatní | Poznámky |
| ---------- | ---------------------- | -------- | ---------- | ------------------ | ------------------ | -------- | ------- | --- |
| 1984       | Turbo Teen             | Ne       | Ne         | Ne                 | Ne                 | Ano      | Ne      | |
| 1987–1989  | The Tracey Ullman Show | Částečně | Ne         | Ne                 | Ne                 | Ano      | Ne      | Režisér skečů Simpsonových |
| 1989–dosud | Simpsonovi             | Ano      | Ano        | Ano                | Ano                | Ano      | Ano     | Vedoucí režisér, konzultant, výkonný konzultant, výtvarník titulků a postav, tvůrce a konzultant storyboardů, výtvarník hlavních titulků a pozadí, doplňkové hlasy |
| 1994–1995  | Kritik                 | Ne       | Ne         | Ne                 | Ne                 | Ne       | Ano     | Vizuální design |
| 1995       | Eek! The Cat           | Ne       | Ne         | Výkonný producent  | Ano                | Ne       | Ano     | Tvůrce, výkonný producent, hlas Johna Heapa |
| 1997       | Teen Angel             | Ne       | Ne         | Ne                 | Ne                 | Ne       | Ano     | Tvůrčí konzultant |
| 2001       | Lumpíci                | Ne       | Ne         | Ne                 | Ne                 | Ano      | Ne      | |
| 2014       | Griffinovi             | Ne       | Ne         | Ne                 | Ne                 | Ne       | Ano     | Poděkování v dvojdílu Griffinovi ve Springfieldu |
| 2015       | Profesionální lháři    | Ne       | Ne         | Ne                 | Ne                 | Ne       | Ano     | On sám |
| 2017       | Party Legends          | Ne       | Ne         | Ne                 | Ne                 | Ano      | Ne      | |
| 2018       | Super Slackers         | Ano      | Ano        | Výkonný producent  | Ne                 | Ne       | Ne      | |
| 2020–dosud | Duncanville            | Ne       | Ne         | Poradce producenta | Ne                 | Ne       | Ne      | |

### Celovečerní filmy
| Rok  | Název                        | Režisér      | Autor příběhu | Animátor | Ostatní | Poznámky                                       |
| ---- | ---------------------------- | ------------ | ------------- | -------- | ------- | ---------------------------------------------- |
| 1986 | One Crazy Summer             | Ne           | Ne            | Ano      | Ne      |                                                |
| 1991 | Muž se třema rukama          | Ne           | Ne            | Ne       | Ano     | Tvůrce konceptu „Blumps“                       |
| 1993 | RoboCop 3                    | Ne           | Ne            | Ne       | Ano     | Režisér reklamy „Johnny Rehab“                 |
| 2000 | The Road to El Dorado        | Ne           | Ne            | Ne       | Ano     | Režisér doplňkové pasáže                       |
| 2001 | Monsters, Inc.               | Spolurežisér | Ne            | Ne       | Ano     | Další příběhový materiál                       |
| 2002 | Doba ledová                  | Ne           | Ne            | Ne       | Ano     | Konzultant příběhu                             |
| 2003 | Confessions of a Burning Man | Ne           | Ne            | Ne       | Ano     | Doplňkový kameraman                            |
| 2003 | Looney Tunes: Zpět v akci    | Ne           | Ne            | Ne       | Ano     | Poradce pro animaci                            |
| 2005 | Roboti                       | Ne           | Ano           | Ne       | Ne      |                                                |
| 2007 | Simpsonovi ve filmu          | Ano          | Ne            | Ne       | Ne      |                                                |
| 2014 | Such Good People             | Ne           | Ne            | Ne       | Ano     | Poděkování                                     |
| 2015 | Love                         | Ne           | Ne            | Ne       | Ano     | Poděkování                                     |
| 2016 | Hořkých sedmnáct             | Ne           | Ne            | Ano      | Ne      |                                                |
| 2021 | Vyhubení                     | Ano          | Ne            | Ne       | Ano     | Hlas kyklopů a prodavače v obchodě s koblihami |

#### Krátké filmy
| Rok  | Název                                             | Režisér | Scenárista | Autor příběhu | Animátor           | Ostatní | Poznámky                     |
| ---- | ------------------------------------------------- | ------- | ---------- | ------------- | ------------------ | ------- | ---------------------------- |
| 1979 | Tom Waits for No One                              | Ne      | Ne         | Ne            | Ano                | Ne      |                              |
| 1982 | Luau                                              | Ne      | Ne         | Ne            | Ne                 | Ano     | Poděkování                   |
| 1982 | The Strange Case of Mr. Donnybrook's Boredom      | Ano     | Ne         | Ano           | Ano                | Ano     | Výtvarník rozvržení a pozadí |
| 1987 | Propagandance                                     | Ne      | Ne         | Ne            | Asistent animátora | Ne      |                              |
| 2002 | Mike's New Car                                    | Ne      | Ne         | Ne            | Ne                 | Ano     | Poděkování                   |
| 2011 | Night of the Little Dead                          | Ne      | Ne         | Ne            | Ne                 | Ano     | Hráč na tubu                 |
| 2012 | Simpsonovi: Maggie zasahuje                       | Ano     | Ne         | Ano           | Ne                 | Ne      |                              |
| 2016 | Bouncing Blunders                                 | Ne      | Ne         | Ne            | Ne                 | Ano     | Poděkování                   |
| 2016 | Duhkha                                            | Ne      | Ne         | Ne            | Ne                 | Ano     | Poděkování                   |
| 2020 | Maggie Simpsonová v „Rande s osudem“              | Ano     | Ano        | Ano           | Ne                 | Ne      |                              |
| 2021 | Maggie Simpsonová v „Síla se probouzí po šlofíku“ | Ano     | Ne         | Ano           | Ne                 | Ne      |                              |
| 2021 | S Lokim nejsou žerty                              | Ano     | Ne         | Ano           | Ne                 | Ne      |                              |
| 2021 | The Simpsons \| Balenciaga                        | Ano     | Ne         | Ne            | Ne                 | Ne      |                              |
| 2021 | Simpsonovi a plusročí                             | Ano     | Ne         | Ne            | Ne                 | Ne      |                              |
| 2022 | Když Billie potkala Lisu                          | Ano     | Ne         | Ne            | Ne                 | Ne      |                              |